# Раус, Расселл
Расселл Раус (англ. Russell Rouse) (20 ноября 1913 года — 2 октября 1987 года) — американский сценарист, режиссёр и продюсер, более всего известный своими фильмами 1950-х годов.
Как сценарист и режиссёр «Раус выделялся своей необыкновенной креативностью и оригинальностью», многие фильмы Рауса «отличаются нестандартными сюжетными построениями»
Сценарии большинства своих самых значимых фильмов Раус написал вместе с Кларенсом Грином, который также выступал продюсером этих фильмов.
Рауса более всего помнят как сценариста классического фильма нуар «Мёртв по прибытии» (1950) и сексуальной комедии «Телефон пополам» (1959). Кроме того, Раус был сценаристом и постановщиком нескольких интересных фильмов нуар, таких как «Колодец» (1951), «Вор» (1952), «Порочная женщина» (1953) и «Секреты Нью-Йорка» (1955),, вестерна «Самое быстрое оружие» (1956) и мелодрамы «В доме — не значит дома» (1964).
Он дважды номинировался на Оскар как лучший сценарист: в 1952 году совместно с Грином за фильм «Колодец» (1951) и в 1960 году в составе четырёх авторов — за «Телефон пополам» (1959). Кроме того, за фильм «Вор» (1952) в 1952 году Раус был номинирован на премию «Золотой лев Венецианского кинофестиваля», а в 1953 году, вместе с Грином, — на «Золотой глобус» за лучший сценарий.

## Биография
Расселл Раус родился 20 ноября 1913 года в Нью-Йорке в семье одного из первых американских кинематографистов, ассистента режиссёра Эдвина Рассела. Его двоюродный дед Уильям Расселл был звездой немого кино 1920-х годов, а дядя Честер Шеффер — известным киномонтажёром.
Закончив Калифорнийский университет в Лос-Анджелесе, Раус начал работу в кинематографе в отделе реквизита студии «Парамаунт», где постепенно начал писать сценарии..

## Карьера в кино
Считается, что Раус начал работать сценаристом ещё до того, как его имя стало упоминаться в титрах фильмов. Впервые имя Рауса появилось в титрах в 1942 году как автора истории комедии о гангстерах в Голливуде «Простак» (1942) с Альбертом Деккером и Джоан Дэвис. В 1944 году он был соавтором сценария комедии «Одни неприятности» (1944) с участием Стэна Лорела и Оливера Харди.
Начиная со своего третьего фильма — комедии «Город сошёл с ума» (1944) — Раус «писал многие истории и сценарии совместно с Кларенсом Грином». Действие фильма происходит в небольшом городке, где после родов перепутали сыновей двух враждующих отцов (Фредди Барталомью и Джимми Лайдон), и в итоге дочь одного из отцов собирается замуж за собственного брата.
В общей сложности Раус и Грин работали вместе над восемью фильмами, среди них шесть фильмов нуар, начиная с «Мёртв по прибытии» (1950), который поставил Рудольф Мате. Этот «необычный и захватывающий фильм» рассказывает историю человека (Эдмонд О’Брайен), умирающего от медленно действующего яда, который посвящает последние сутки своей жизни розыску своего убийцы и выяснению причин убийства. В 2004 году фильм «Мёртв по прибытии» был включен в Национальный реестров фильмов как фильм, имеющий культурное, историческое или эстетическое значение. На него было сделано несколько римейков, в двух из которых Раус и Грин были указаны как авторы сценария — австралийский фильм «Покрась меня мёртвым» (1969) и американский «Мёртв по прибытии» (1988) с участием Денниса Куэйда и Мег Райан.
Начиная со своего второго фильма нуар — «Колодец» (1951) — помимо совместного написания сценария Раус стал выступать и как режиссёр, а Грин — как продюсер. Такое сотрудничество продолжалось на протяжении всей их нуаровой серии, включавшей фильмы «Вор» (1952), «Порочная женщина» (1953), «Секреты Нью-Йорка» (1955) и «Дом чисел» (1957) и далее.
Одной из лучших режиссёрских работ Рауса стал «Колодец» (1951), исследование жизни маленького городка, разрываемого расовой напряжённостью и реакцией толпы на расовую несправедливость. Фильм рассказывает историю исчезновения маленькой негритянской девочки, в похищении которой подозревают белого сына самого богатого горожанина. Решив, что полиция пытается вывести парня из-под обвинения, чёрная община начинает волнения на грани бунта. Однако когда выясняется, что девочка провалилась в колодец, чёрные и белые совместными усилиями спасают её. Фильм был хорошо принят публикой и критиками, которая отмечала, что «фильм рассматривает темы психологии толпы и расизма», предлагает «смелый взгляд на расовую напряжённость в маленьком городе» и «проницательный взгляд на насилие толпы и расовые отношения». За работу над этим фильмом Раус и Грин номинированы на Оскар за лучший оригинальный сценарий.
Раус и Грин «взбудоражили Голливуд» фильмом «Вор» (1952), шпионским фильмом с Рэем Милландом в главной роли. Фильм рассказывал об известном американском учёном, передававшем ядерные секреты разведке неназванной страны, который в итоге был выслежен американскими спецслужбами. «В фильме не было актёрских реплик, только звуковой фон», и всё содержание передавалось исключительно визуальными средствами.
Действие фильма нуар «Порочная женщина» (1953) происходит в небольшом калифорнийском городке, где заезжая красотка (Беверли Майклз) соблазняет владельца местного бара, побуждая его бросить свою алкоголичку-жену, продать бар и бежать вместе с ней в Мексику. Кинокритик Артур Лайонс назвал фильм «самой дешёвой и захудалой работой Рауса, и хотя благодаря актёрским диалогам он не смотрится банально, в фильме никто не нравится».
Фильм нуар «Секреты Нью-Йорка» (1955) был «одним из лучших нуаров о мафии, вдохновленных расследованием деятельности организованной преступности сенатора Эстеса Кефовера». Фильм рассказывает историю взаимоотношений нью-йоркского криминального босса (Бродерик Кроуфорд) и его подручного (Ричард Конте), которого он продвигает в верхние структуры мафиозной власти, и который в итоге его же уничтожает. «Самым поразительным аспектом фильма является отсутствие в нём хотя бы одного располагающего к себе персонажа, даже Энн Бэнкрофт в роли неустроенной дочери мафиози выглядит отвратительно». Кинокритик Дэвид Куинлан написал, что этот "криминальный фильм без сердца на 17 лет предвосхищает появление «Крёстного отца».
В нуаре «Дом чисел» (1957) Джек Пэланс исполняет двойную роль братьев-близнецов: один из которых — бывший боксёр и мафиози — сидит в тюрьме за убийство. Второй брат — добропорядочный гражданин — меняется в братом местами и садится вместо него в тюрьму, чтобы тот мог вернуться к своей жене (Барбара Лэнг).
Помимо нуаровых работ Раус и Грин создали два вестерна — «Самое быстрое оружие» (1956) с участием Гленна Форда, Бродерика Кроуфорда и Джинн Крейн, и «Гром под солнцем» (1959) о группе французских басков, пересекающих Америку, чтобы заняться виноградарством на западном побережье.
Одним из самых известных фильмов, над которыми работали Раус и Грин (только в качестве авторов истории), стала «весёлая романтическая комедия режиссёра Майкла Гордона „Телефон пополам“ (1959)». Этот «остроумный фильм» с Дорис Дэй и Роком Хадсоном имел большой коммерческий успех и принёс Раусу и Грину их единственный Оскар.
В конце 1950-х годов в связи с наступлением телевидения, Раус и Грин создали собственную продюсерскую компанию «Грин-Раус продакшнс», которая выпустила 34-серийный нуаровый телесериал «Натянутый канат» (1959), который шёл на телевидении на протяжении сезона 1959—1960 годов, а также два фильма в 1960-е годы.
В 1966 году Раус и Грин выпустили на собственной компании драму «Оскар» (1966) о беспринципном актёре (Стивен Бойд), который любыми доступными средствами прокладывает себе путь на вершину Голливуда, стремясь любой ценой получить Оскар как лучший актёр. Фильм «полон голливудскими звёздами» как в основных ролях, среди них Элинор Паркер, Джозеф Коттен, Бродерик Кроуфорд и Эрнест Боргнайн, а в камео-ролях, в частности, сыграли Боб Хоуп, Фрэнк Синатра и Мерл Оберон. По словам критика Эммануэля Леви, фильм стал «наихудшей рекламой, которую мог для себя сделать Голливуд. Разбитый в пух и прах критиками, фильм также провалился и в коммерческом плане».
Последним фильмом Рауса в качестве режиссёра и Грина в качестве продюсера (и последним фильмом Рауса в его карьере) стала криминальная комедия «Ограбление золотых быков» (1967), в котором бывшего грабителя банков (Стивен Бойд), решившего осесть в испанской Памплоне и стать добропорядочным гражданином, путём шантажа втягивают в последнее дело — ограбление местного банка в момент праздника Энсьерро, во время которого группа местных молодых людей убегает по улицам города от несущихся быков.
Хотя Раус больше не работал в кино, «он продолжал писать вплоть до 1981 года, когда после инсульта оказался частично парализованным».

## Личная жизнь
С 1955 года вплоть до своей смерти в 1987 году Раус был женат на актерисе Беверли Майклз, у пары было трое детей. Их сын Кристофер Раус (1958 года рождения) стал признанным киномонтажёром, лауреатом премии Оскар за фильм «Ультиматум Борна» (2007).

## Смерть
Расселл Раус умер 2 октября 1987 года в возрасте 74 лет в Санта-Монике от сердечной недостаточности и осложнений после инсульта.

## Фильмография
| Год       | Русское название                                                   | Оригинальное название                                         | В каком качестве участвовал | В каком качестве участвовал | В каком качестве участвовал |
| Год       | Русское название                                                   | Оригинальное название                                         | Сценарист                   | Режиссёр                    | Продюсер                    |
| --------- | ------------------------------------------------------------------ | ------------------------------------------------------------- | --------------------------- | --------------------------- | --------------------------- |
| 1942      | Простак                                                            | Yokel Boy                                                     | Да (пьеса)                  |                             |                             |
| 1942      | Одни неприятности                                                  | Nothing But Trouble                                           | Да                          |                             |                             |
| 1944      | Город сошёл с ума                                                  | The Town Went Wild                                            | Да                          |                             | Да                          |
| 1950      | Великое ограбление самолёта                                        | The Great Plane Robbery                                       | Да (история)                |                             |                             |
| 1950      | Мёртв по прибытии                                                  | D.O.A.                                                        | Да                          |                             |                             |
| 1951      | Колодец                                                            | The Well                                                      | Да                          | Да                          |                             |
| 1952      | Вор                                                                | The Thief                                                     | Да                          | Да                          |                             |
| 1953      | Порочная женщина                                                   | Wicked Woman                                                  | Да                          | Да                          |                             |
| 1953      | Театр «Дженерал Электрик» (телесериал)                             | General Electric Theater                                      |                             |                             | Да (1 эпизод)               |
| 1955      | Секреты Нью-Йорка                                                  | New York Confidential                                         | Да                          | Да                          |                             |
| 1956      | Самое быстрое оружие                                               | The Fastest Gun Alive                                         | Да                          | Да                          |                             |
| 1956      | Н. Л. О.: Истинная история летающих тарелок (документальный фильм) | Unidentified Flying Objects: The True Story of Flying Saucers |                             |                             | Да                          |
| 1957      | Дом чисел                                                          | House of Numbers                                              | Да                          | Да                          |                             |
| 1959      | Гром под солнцем                                                   | Thunder in the Sun                                            | Да                          | Да                          |                             |
| 1959      | Телефон пополам                                                    | Pillow Talk                                                   | Да (история)                |                             |                             |
| 1959      | В доме – не значит дома                                            | A House Is Not a Home                                         | Да                          | Да                          |                             |
| 1959-1960 | Натянутый канат (телесериал)                                       | Tightrope                                                     | Да (32 эпизода)             | Да (3 эпизода)              | Да (34 эпизода)             |
| 1966      | Оскар                                                              | The Oscar                                                     | Да                          | Да                          |                             |
| 1967      | Ограбление золотых быков                                           | The Caper of the Golden Bulls                                 |                             | Да                          |                             |
| 1969      | Цвет моей смерти                                                   | Color Me Dead                                                 | Да                          |                             |                             |
| 1988      | Мертв по прибытии                                                  | D.O.A.                                                        | Да (история)                |                             |                             |